# Julius The Losen

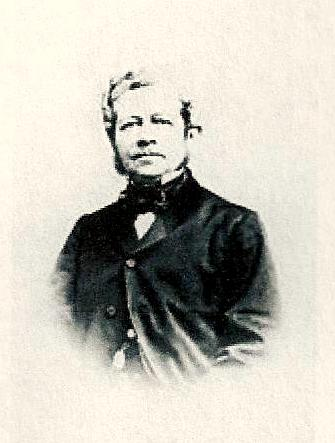
Julius The Losen

Johann Julius The Losen (* 6. Oktober 1812 in Eupen; † 19. November 1882 ebenda) war ein preußischer Textilunternehmer, langjähriger Präsident der Handelskammer zu Eupen und zeitweise Landrat des Kreises Eupen.

## Familie
Die Familie von Julius The Losen war zwei Generationen zuvor aus Anholt im Kreis Borken an der niederländischen Grenze nach Eupen zugezogen. Julius Eltern waren der Tuchfabrikant Reiner Bertram The Losen (1778–1847) und Maria Johanna Hüffer (1783–1849), Tochter des Tuchfabrikanten Johann Gerhard Hüffer. Sein Onkel war Wilhelm Heinrich Franz The Losen (1782–1832), Bürgermeister von Kettenis und ab 1823 Besitzer von Schloss Libermé.
Im Jahr 1835 heiratete Julius The Losen seine Cousine Johanna Franziska Augusta Hüffer (1813–1881), Tochter des Tuchfabrikanten Anton Wilhelm Hüffer und der Elisabeth (Betzi) Hüffer, geborene Hüffer, die wiederum eine Schwester von Julius’ Mutter Maria Johanna war. Aus der Ehe entstanden fünf Kinder, drei Söhne und zwei Töchter.
- Maria Sophia Hubertine (* 26. März 1839; † 6. Mai 1873) ⚭ 1861 Heinrich Thyssen
- Maria Johanna Hubertine (* 6. Januar 1842; † 30. Januar 1898) ⚭ 1862 August Hüffer
- Emmanuel Hubert August (* 25. Dezember 1843)
- Ludwig Eduard Hubert Carl (* 12. Juli 1845; † März 1915) ⚭ 1869 Maria Hermann
- Carl Julius Hubert (* 12. April 1847; † 28. Mai 1889) ⚭ 1875  Hermine Eleonore Endemann (* 12. Juni 1853), Eltern von Landrat Walter The Losen

## Leben und Wirken
Nach dem Besuch der Handelsschule von 1827 bis 1829 absolvierte The Losen eine kaufmännische Lehre in der Tuchfabrik seines zukünftigen Schwiegervaters Anton Wilhelm Hüffer und wurde anschließend in die Geschäftsleitung übernommen. Im Jahr 1842 übertrug ihm sein Schwiegervater zu gleichen Teilen gemeinsam mit dessen Sohn die Tuchfabrik, die zunächst bis 1864 als „Hüffer & Morkramer“ und anschließend bis 1873 als Hüffer & The Losen firmierte. Ebenfalls 1842 trat Julius The Losen zusammen mit seinem Vater, seinem Schwiegervater, und anderen Gesellschaftern in die neu gegründete belgische Firma „Telemach, Michiels & Co.“ ein, die am linken Indeufer in Eschweiler-Aue ein Puddelwerk errichtete. Die wirtschaftlich schwierigen Jahre der Europäischen Revolutionen 1848/1849 führten bei „Telemach, Michiels & Co.“ zu Zahlungs- und Auftragsschwierigkeiten und The Losen war maßgeblich an den Verhandlungen mit belgischen Banken für günstigere Kredite und erweiterte Zahlungsfristen beteiligt. Sowohl die positiv verlaufenen Verhandlungen als auch die Einführung von Darlehnskassen durch David Hansemann und die wieder erstarkte Wirtschaft ab 1849 führten zum Überleben der Firma, die 1852 ebenfalls durch Vermittlung von The Losen in eine Aktiengesellschaft mit Namen „Phönix, Anonyme Gesellschaft für Berg- und Hüttenbetriebe“ unter Leitung von Anton Wilhelm Hüffer überführt wurde. The Losen gehörte seitdem der Direktion an und leitete ab 1846 als Präsident den Administrationsrat.
Neben seinen beruflichen Verpflichtungen engagierte sich Julius The Losen maßgeblich in der Kommunalpolitik und in der Handelskammer zu Eupen. Im Jahr 1846 wurde er durch den amtierenden kommissarischen Bürgermeister Amand von Harenne beauftragt, den Vorsitz der seit der französischen Zeit bestehenden Eupener Handelskammer zu übernehmen, bei der es sich in jenen Jahren um eine „konsultative Kammer für Manufakturen, Fabriken, Künste und Gewerbe“ handelte. Wichtigste Errungenschaft The Losens war die Umwandlung dieser Handelskammer in eine modernere Institution, die nach langjährigen Verhandlungen am 12. September 1858 vom preußischen König Friedrich Wilhelm IV. als „Handelskammer für den Kreis Eupen“ genehmigt wurde. Ein Jahr später wurde The Losen nun ordnungsgemäß zum Präsidenten gewählt, was er bis 1880 blieb.
Auf politischer Ebene gehörte The Losen seit 1846 dem Stadtrat von Eupen an und wurde mehrfach zum Beigeordneten Bürgermeister gewählt. Darüber hinaus saß er von 1862 bis 1864 für das „Linke Zentrum“ im Preußischen Abgeordnetenhaus. Des Weiteren war er von 1851 bis zu seinem Tode Mitglied des Kreisrates. Als 1. Kreisdeputierter übernahm er vom 16. Januar bis zum 2. Juli 1866 und in dem Zeitraum vom 26. April bis zum 5. September 1868 auftragsweise die Leitung der Verwaltung des Kreises Eupen. In seiner ersten Amtszeit als Landrat des Kreis Eupen war The Losen vor allem verantwortlich für die Mobilmachung der aus dem Kreis Eupen abzukommandierenden Soldaten gegen Österreich im Rahmen des Deutschen Krieges.

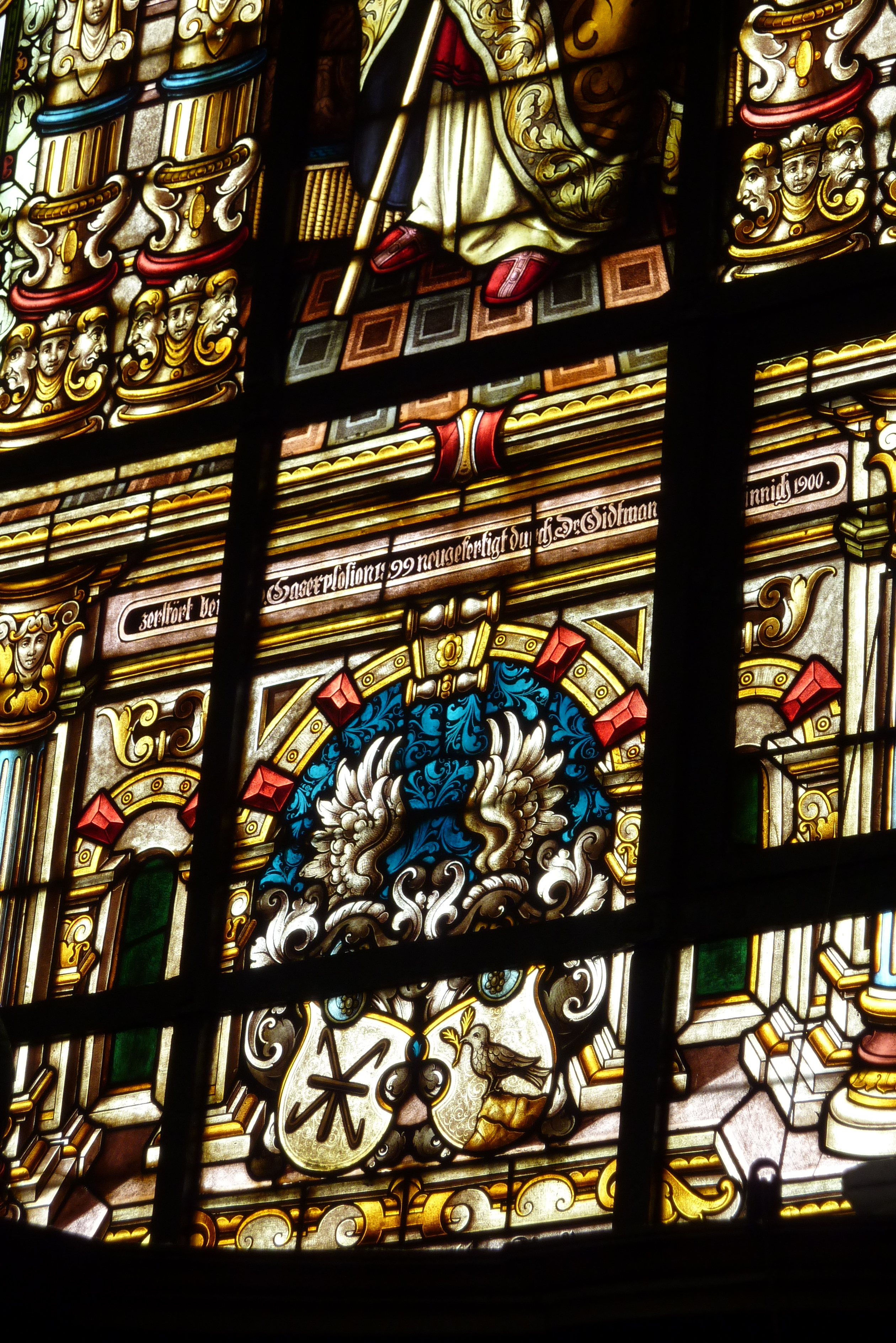
Fenster in St. Nikolaus Eupen mit den Wappen The Losen und Hüffer

Für seine vielfältigen Verdienste wurde Julius The Losen im Jahr 1868 mit der Charakterisierung als Geheimen Kommerzienrat ausgezeichnet und 1872 mit dem königlich preußischen Kronenorden der IV. Klasse ausgezeichnet. Seine Frau Auguste wurde 1871 als Präsidentin des Eupener Frauenvereins für die Betreuung und Versorgung der aus dem Deutsch-Französischen Krieg von 1870/1871 am Bahnhof Herbesthal heimkehrenden Verwundeten mit dem Verdienstkreuz für Frauen und Jungfrauen geehrt.
Julius The Losen und seine Ehefrau Augusta schenkten 1866 der Pfarrkirche St. Nikolauskirche in Eupen ein armoriertes Fenster für das Seitenschiff, auf dem unter anderem die Familienwappen der Familien The Losen und Hüffer eingearbeitet sind. Darüber hinaus stifteten sie 1873 einen Erweiterungsbau für das Waisenhaus am Rotenberg. In der dortigen Kapelle, die 1973 abgerissen wurde, befand sich ebenfalls eine Abbildung der Stifterwappen.
Am 19. November 1882 verstarb Julius The Losen, ein Jahr nach seiner Frau Auguste. Das Ehepaar fand seine letzte Ruhestätte auf dem Stadtfriedhof von Eupen. Die Familie bewohnte zu Lebzeiten das repräsentative Haus Gospertstraße 42, das bereits sein Großvater erworben hatte.